# Manger Things
«Manger Things» (titulado «Cosas del Pesebre» en Hispanoamérica y «Belén Things» en España) es el decimosexto episodio de la trigésimasegunda temporada de la serie de televisión de animación estadounidense Los Simpson, y el episodio número 700 en total. Se emitió en los Estados Unidos en Fox el 21 de marzo de 2021. El episodio fue dirigido por Steven Dean Moore y escrito por Rob LaZebnik.
En este episodio, Homer y Marge cuentan la historia de cómo Homer ayudó a Maude a dar a luz a Todd Flanders. El episodio recibió críticas mixtas. El gag del sofá está animado por Bill Plympton, su séptimo episodio para Los Simpson.

## Trama
Mientras decora el árbol de Navidad, Bart descubre un adorno en el que se lee «La primera Navidad de Todd» y le pregunta a Marge por la historia que hay detrás del adorno. Seis años antes, Homer y Marge van a la fiesta de Navidad de la Central Nuclear de Springfield. Aunque Homer promete no beber, Lenny y Carl le echan un poco de soda, emborrachándolo lo suficiente como para burlarse del Sr. Burns. Marge, horrorizada por el comportamiento de Homer, se niega a dejarle entrar en casa por Navidad, dejándole vagar por la ciudad. Finalmente, Ned Flanders le deja quedarse en su casa.
A Maude, embarazada, no le gusta que Ned deje que Homer se quede con ellos. Le deja quedarse en la habitación de Ned, que está dedicada a Jesús. Homer se come el jamón de Navidad y tiene alucinaciones del Infierno de un cuadro. Mientras tanto, Bart y Lisa echan de menos a Homer y se preguntan dónde estará. Después de que Homer arruine la gracia y sea una mala influencia para Rod, Maude lo echa de su casa. Cuando Homer va a la Taberna de Moe, Moe le enseña una habitación secreta situada encima del garaje de los Simpson donde puede estar cerca de su familia.
En Nochebuena, Bart y Lisa ofrecen renunciar a todos sus juguetes de Navidad a cambio de que Homer vuelva a casa. Marge acepta con la condición de que él haga una acción desinteresada. Al oír esto, Homer intenta hornear galletas, pero quema la cocina. De repente, Maude se pone de parto, mientras Ned está fuera repartiendo pavos de Navidad a los pobres. Homer acude a ayudar a Maude en el parto sin saber que Marge está mirando. Marge y Homer se reconcilian, mientras Maude y Ned deciden llamar al bebé Todd, cuyo segundo nombre es Homer.
En la etiqueta, Bart asusta a Rod y Todd con la dentadura postiza que le falta al abuelo mientras Homer y Marge pasan un rato en la habitación secreta con Moe observando subrepticiamente. En los créditos aparecen postales navideñas de varios residentes de Springfield.

## Producción

### Desarrollo
El productor ejecutivo Al Jean declaró que el creador Matt Groening quería un episodio que mostrara la habitación sobre el garaje, y Jean quería mostrar un vínculo entre Homer y Ned. Como el primer episodio de la serie tuvo lugar en Navidad, también quería que el episodio 700 tuviera lugar en Navidad, aunque la temporada ya contaba con un episodio navideño.
La producción tuvo lugar íntegramente durante la pandemia de COVID-19, y una línea del episodio alude a ella cuando Homer se refiere al «horrible presente». Los productores no querían que la pandemia apareciera en el mundo de Los Simpson porque consideraban que el enmascaramiento y el distanciamiento resultarían extraños cuando los espectadores vieran el episodio en el futuro. El gag del sofá fue creado por Bill Plympton, que presenta a los miembros de la familia Simpson formados a partir de trozos de la cabeza de Homer, y flotan hasta el sofá. Este es el séptimo gag del sofá que ha creado.

### Lanzamiento
El episodio se emitió el 21 de marzo de 2021 en Fox en Estados Unidos.